# Jalen Wilson
Jalen Derale "C-Word" Wilson (ur. 4 listopada 2000 w Arlington) – amerykański koszykarz, występujący na pozycjach niskiego silnego skrzydłowego, obecnie zawodnik Brooklyn Nets oraz zespołu G-League – Long Island Nets.
W 2023 reprezentował Brooklyn Nets podczas rozgrywek letniej ligi NBA w Las Vegas.

## Osiągnięcia
Stan na 10 grudnia 2023, na podstawie, o ile nie zaznaczono inaczej.
NCAA
- Mistrz:
  - NCAA (2022)
  - turnieju konferencji Big 12 (2022)
  - sezonu regularnego Big 12 (2020, 2022, 2023)
- Uczestnik rozgrywek II rundy turnieju NCAA (2021–2023)
- Koszykarz roku konferencji Big 12 (2023)
- Laureat:
  - Julius Erving Award (2023)
  - Danny Manning „Mr. Jayhawk” Award (2023)
- Zaliczony do:
  - I składu:
    - All-American (2023)
    - Big 12 (2023)
    - Academic All-Big 12 (2022)
    - najlepszych:
      - pierwszorocznych zawodników konferencji Big 12 (2021)
      - nowo przybyłych zawodników konferencji Big 12 (2021)

    - turnieju:
      - Big 12 (2023)
      - Battle 4 Atlantis (2023)

  - II składu Academic All-Big 12 (2021)
  - III składu Big 12 (2022)
- Koszykarz tygodnia konferencji Big 12 (14.02.2022, 5.12.2022)
- Najlepszy nowo przybyły koszykarz tygodnia konferencji Big 12 (15.02.2021)
- Lider Big 12 w:
  - średniej:
    - punktów (2023 – 20,1)
    - zbiórek (2023 – 8,2)

  - w liczbie:
    - double-doubles (2023 – 12)
    - punktów (2023 – 723)
    - zbiórek (2023 – 297)
    - celnych (247) i oddanych (575) rzutów z gry (2023)

NBA
- Zaliczony do II składu letniej ligi NBA (2023 – NBA 2K24 Summer League)